# Káto Kalésia
Káto Kalésia, en grec moderne : Κάτω Καλέσια, est un village du dème de Malevízi, de l'ancienne municipalité de Gázi, dans le district régional d'Héraklion en Crète, en Grèce. Selon le recensement de 2001, la population de Káto Kalésia compte 896 habitants.
Le village est situé à une distance de 300-400 mètres d'Áno Kalésia (en français : Haut Kalésia). Selon le recensement de Castrofilaca (1583), le village existait sous le nom de Calessa Catto, avec une population de 160 habitants.

## Source de la traduction
- (el) Cet article est partiellement ou en totalité issu de l’article de Wikipédia en grec moderne intitulé « Κάτω Καλέσια Ηρακλείου » (voir la liste des auteurs).